# Jos Hakker
Joseph (Jos) Hakker (Amsterdam, 28 mei 1887 - Brecht, 9 maart 1967) was een Nederlandse banketbakker en verzetsstrijder. Hij werd bekend als de bedenker van de Antwerpse handjes. Daarnaast werd hij bekend door zijn uitgebreide verslag over het leven in Kazerne Dossin.

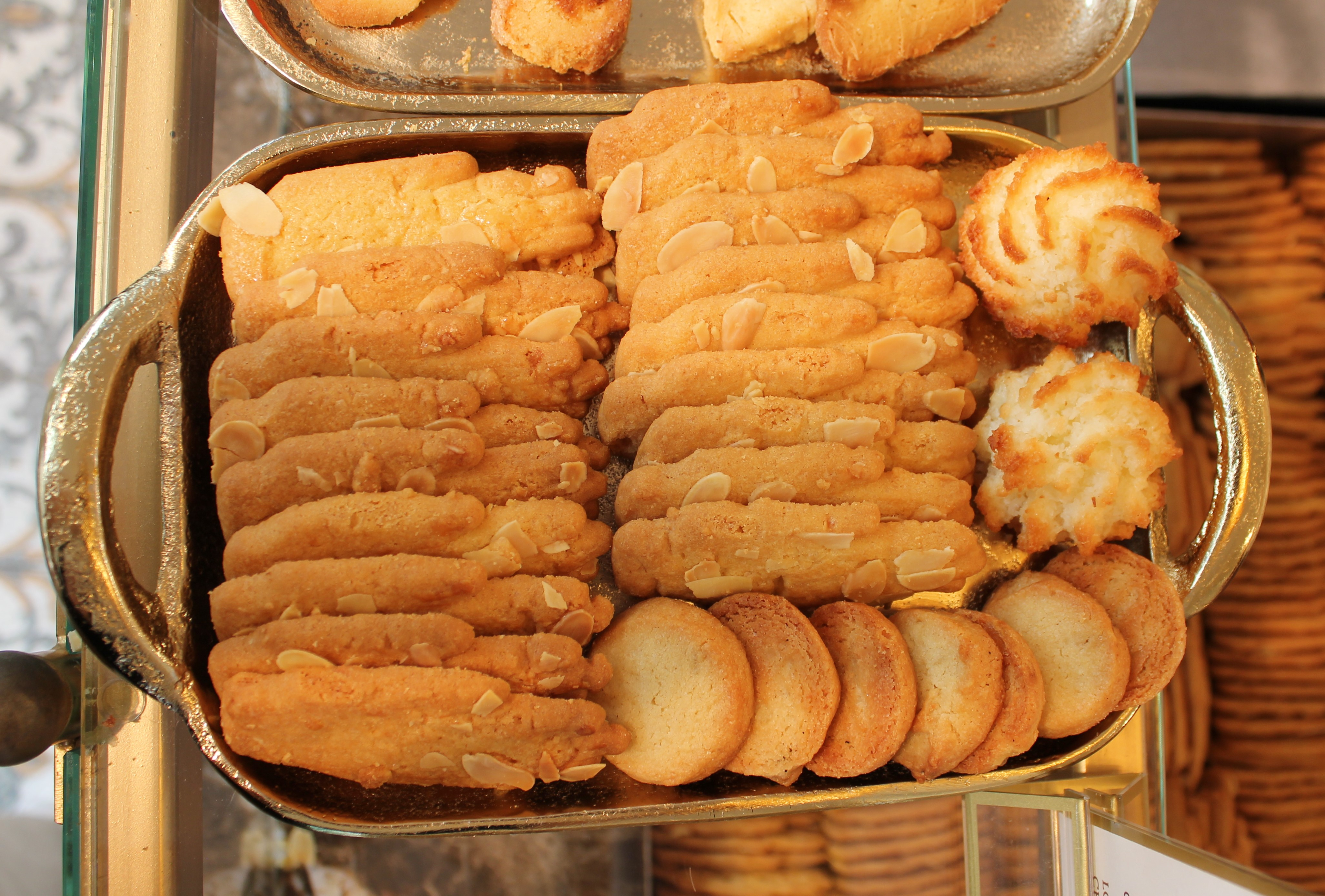
Schaal met Antwerpse handjes in een bakkerij in Antwerpen

## Levensloop
Hakker werd op 28 mei 1887 geboren in Amsterdam. Hij was de zoon van Jonas Hakker en Henriette Plas en groeide op in een Joods gezin met twee dochters en twee zoons. Na het overlijden van zijn vader in 1889 groeide Hakker samen met zijn broers op in het Nederlands-Israëlitisch Jongensweeshuis op Vlooienburg in de Zwanenburgerstraat 20 in Amsterdam. Aldaar leert hij het bakkersvak. Op 1 januari 1909 kwam Hakker aan in Antwerpen. In Antwerpen was hij werkzaam voor bakkerij Simons-Kahn in de Terliststraat dat toebehoorde aan verre familieleden. Op 3 oktober 1911 trouwde hij in Antwerpen met de in Den Haag geboren Rachel Simons. Een jaar later werd hun zoon Simon geboren.
Het stel opende in 1912 een eigen bakkerij in de Provinciestraat dat veel succes kende. Hoewel het gezin Joods was, was het geen koosjere bakkerij. De producten waren hoofdzakelijk typisch Nederlandse producten. Rond Sinterklaas en kerst boden ze speciaal gebak en snoep aan. Hakker was naast banketbakker ook actief bij de Socialistische Partij. In 1912 trad hij toe tot het bestuur en vanaf 1918 was hij voorzitter van de Socialistische Partij van de zesde en zevende wijk van Antwerpen.
In 1934 organiseerde de Antwerpse Meesterbanketbakkersvereniging op aanraden van Hakker een wedstrijd waarbij gezocht werd naar een nieuwe Antwerpse specialiteit. Hakker ontwikkelde de 'Antwerpse handjes' en won hiermee de eerste prijs. Vanaf 15 december 1934 werden de koekjes voor het eerst verkocht.

### Tweede Wereldoorlog
Na het uitbreken van de Tweede Wereldoorlog vluchtte zijn zoon Simon Hakker samen met diens verloofde en haar ouders naar Frankrijk. Aldaar werd de vader van zijn verloofde gearresteerd in Lyon. Na de arrestatie keerde hij samen met zijn verloofde en haar moeder terug naar Antwerpen. Hakker en zijn vrouw hadden besloten niet te vluchten. Kort na het uitbreken van de oorlog had Hakker zich weinig zorgen gemaakt over de toestand. Het dragen van een Jodenster had hij ervaren als 'zeer stigmatiserend' en droeg deze zelden.
In augustus 1942 vluchtten de zoon van Hakker en diens verloofde opnieuw. Samen met de moeder van zijn verloofde en drie Joodse buurkinderen vluchtten ze naar Zwitserland. Diezelfde maand vond er in de nacht van 15 op 16 augustus 1942 een grote razzia plaats in Antwerpen. Hakker en zijn vrouw konden niet vluchten, omdat zijn vrouw ernstig ziek was. Op 16 augustus 1942 werd zij opgenomen in het ziekenhuis.
Op 22 september 1942 werd Hakker gewaarschuwd door een oud-klasgenoot van zijn zoon Simon die lid was van de Gestapo. Hij vertelde Hakker dat het beter was te vluchten. Hakker kon niet meer in zijn eigen huis verblijven, door zijn vriendschap met Camiel Huysmans werd hij gezien als 'gevaarlijk'. Op 29 oktober 1942 overleed zijn vrouw Rachel in het Sint Erasmus Gasthuis in Borgerhout. Na haar overlijden betaalde hij 45.000 Belgische frank om Antwerpen te verlaten, maar werd verraden door zijn helpers die lid bleken te zijn van het Devisenschutzkommando. Na zijn arrestatie werd hij overgebracht naar de gevangenis in de Begijnenstraat waar hij een zelfmoordpoging deed. Vanuit daar werd hij naar Kazerne Dossin overgebracht waar hij op 13 november 1942 aankwam.
Op 15 januari 1943 werd Hakker vanuit Mechelen op transport gezet richting Auschwitz. Ter hoogte van Boutersem wist hij samen met zesenzestig anderen uit de trein te ontsnappen. Na zijn ontsnapping sloot hij zich aan bij het verzet in Franstalig België rondom Luik. In 1943 en 1944 schreef hij stukken over Kazerne Dossin voor het clandestiene blad Le Coq Victorieux. Vanuit Luik verstuurde hij onder de naam Jos. De Springer een kaart naar een gevangene van Kazerne Dossin om hem te laten weten dat de ontsnapping succesvol was. Als adres gaf hij Rue de la Liberté, Liège op. In het verzet gebruikte hij de namen Lucien, Joseph en Emiel van Sande.

### Na de Tweede Wereldoorlog

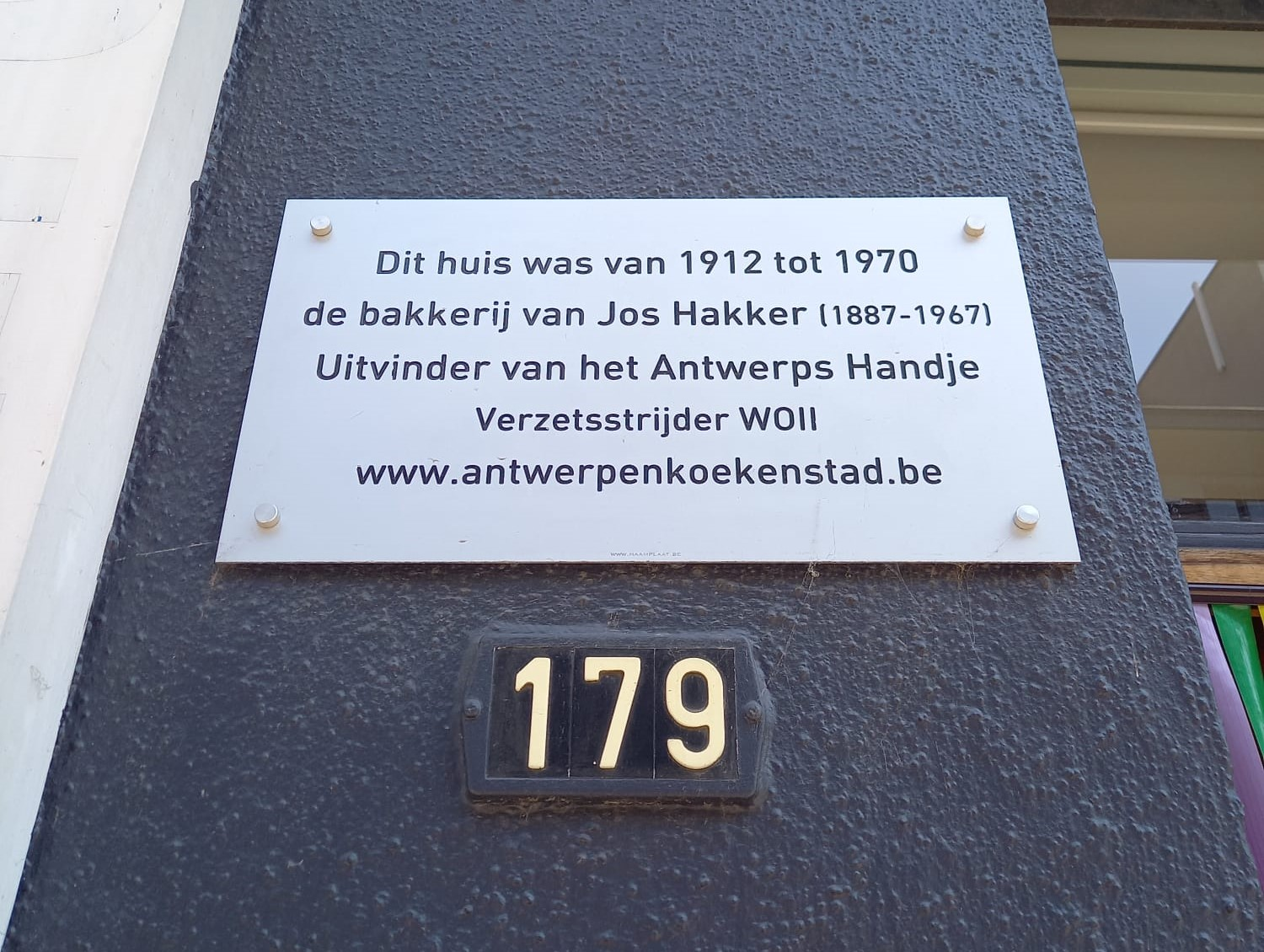
Gedenkplaat Jos Hakker, Provinciestraat 179, Antwerpen

Na het einde van de Tweede Wereldoorlog keerde Hakker terug naar Antwerpen. De socialistische drukkerij Excelsior publiceerde zijn ooggetuigenverslag over Kazerne Dossin onder de titel 'De Geheimzinnige Kazerne Dossin – Deportatiekamp der Joden'. Op 17 september 1945 heropende hij samen met zijn zoon Simon, die met zijn vrouw en hun twee kinderen was teruggekeerd uit Zwitserland, de bakkerij in de Provinciestraat. Doordat de inboedel van de bakkerij tijdens de oorlog verloren was gegaan en de zoon van Hakker een schadevergoeding moest betalen aan de Zwitserse overheid, was het financieel erg lastig.
Na de oorlog werd Hakker opnieuw actief bij de de Socialistische Partij en werd hij opnieuw voorzitter van de Koninklijke Vereniging der Meesterbanketbakkers. In die hoedanigheid organiseerde hij tot 1950 congressen, wedstrijden en ontvangsten op het stadhuis. In november 1966 verhuisde hij van Antwerpen naar Brecht. Hij overleed aldaar op 9 maart 1967.

## Nagedachtenis

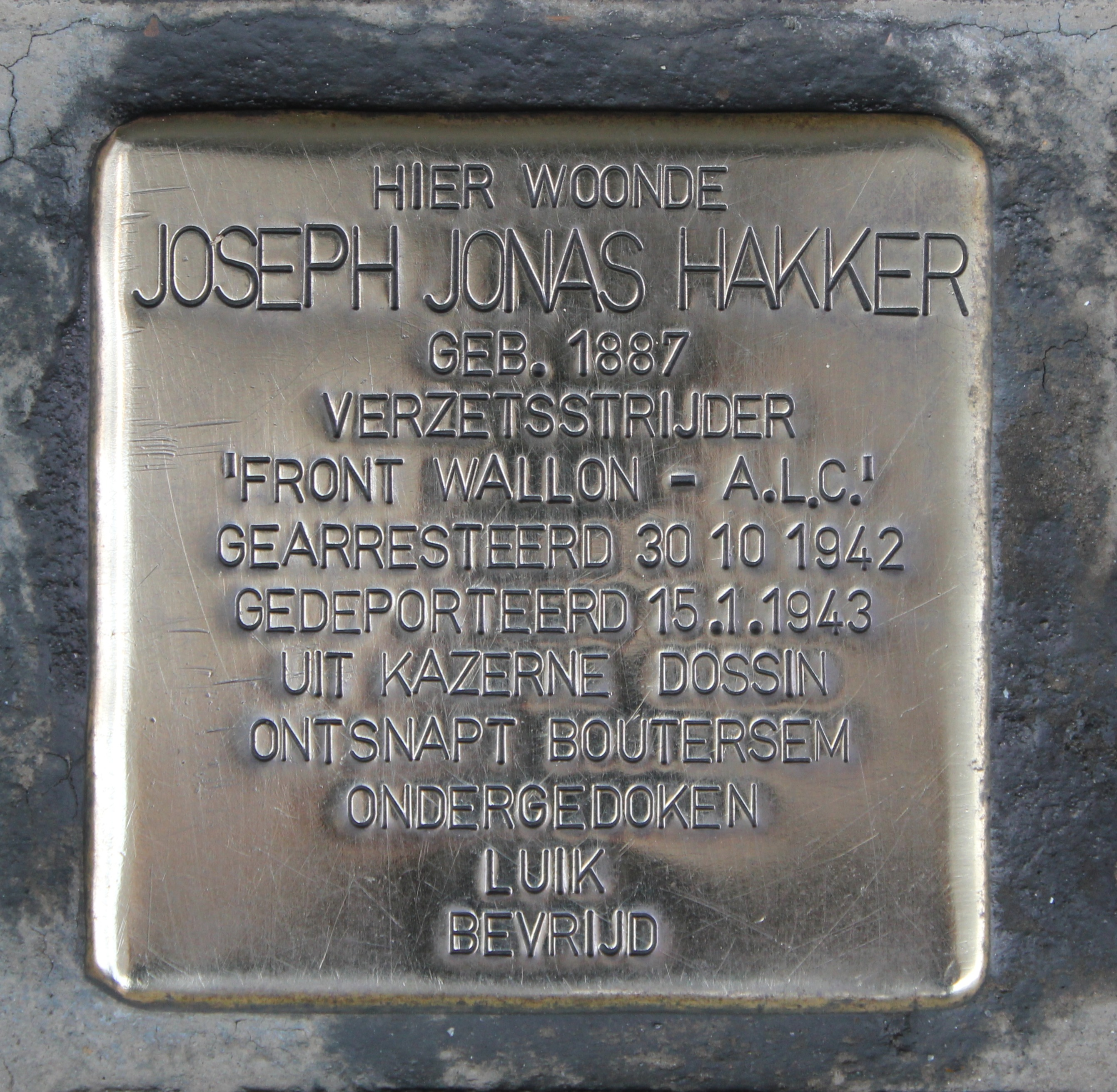
Struikelsteen Jos Hakker

In 2020 werd er een gedenkplaat met zijn naam geplaatst aan de Provinciestraat 179. In november 2023 werd er op dat adres een Stolperstein voor Hakker geplaatst.
In 2024 was er tussen 15 februari en 26 april een expositie te zien over Jos Hakker in het Archief voor nationale bewegingen.
- Gemeinsame Normdatei: 12769594X
- International Standard Name Identifier: 0000 0001 0782 3681
- Library of Congress Control Number: no2008165246
- Nationale Bibliotheek van Israël: 987007407697705171
- Nederlandse Thesaurus van Auteursnamen: 230097928
- Virtual International Authority File: 60113603